# Miss România
Miss România este un concurs de frumusețe național care are loc deja din anul 1920 în România și la care pot participa femei necăsătorite. Prima ediție a concursului de frumusețe ținut pe teritoriul României de azi a avut loc în anul 1906, iar câștigătoare a fost desemnată Maria Peligrad din Sibiu (Hermannstadt). Pe atunci Transilvania aparținea de Ungaria.
În perioada interbelică au existat două concursuri Miss România. Unul era organizat de revista Realitatea Ilustrată, sub egida trustului Adevărul, afiliat la Miss Universe, celălalt de revista Ilustrațiunea Română, sub egida Universul, afiliat la Miss Europe - Miss Universe.
După o perioadă de întreruperi cauzate de Războiul Mondial și de perioada comunistă, concursul a fost organizat din nou din anul 1991, la București, sub numele de Miss România. Miss România este marcă înregistrată la Oficiul de Stat pentru Invenții și Mărci. Proprietarul acestei mărci este Gavrilă Inoan. Un concurs de frumusețe organizat pentru femeile originare din România care trăiesc în străinătate este concursul Miss Diaspora. Din anul 2001 mai este organizat un concurs de frumusețe numit Miss World România.

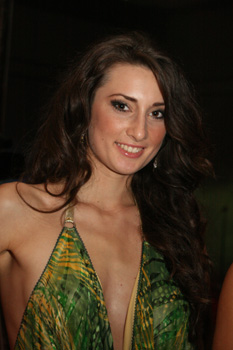
Elena Roxana Azoiței, Miss World România 2007

## Câștigătoare

### Miss România înainte de al doilea război mondial
| Anul    | Miss România                 | Miss România                 | Miss România                 | Miss România                 |
| Anul    | Realitatea Ilustrată         | Realitatea Ilustrată         | Ilustrațiunea Română         | Ilustrațiunea Română         |
| Anul    | Nume                         | Fotografie                   | Nume                         | Fotografie                   |
| ------- | ---------------------------- | ---------------------------- | ---------------------------- | ---------------------------- |
| 1929    | Magda Demetrescu             |                              | Marioara Gănescu             |                              |
| 1930    | Mariana Mirică               |                              | Zoica Dona                   |                              |
| 1931    | Erastia Peretz               |                              | Tanți Viișoreanu             |                              |
| 1932    | Alice Enghel                 |                              | Liliana Delescu              |                              |
| 1933    |                              |                              | Dina Mihalcea                |                              |
| 1934    | Tita Cristescu / Hélène Dona | Tita Cristescu / Hélène Dona | Tita Cristescu / Hélène Dona | Tita Cristescu / Hélène Dona |
| 1935    | Dorothée Christesco          | Dorothée Christesco          | Dorothée Christesco          | Dorothée Christesco          |
| 1936-78 | n-a avut loc                 | n-a avut loc                 | n-a avut loc                 | n-a avut loc                 |

### În perioada comunistă
Sub titulatura „Muncă, frumusețe, tinerețe”, competiția a fost reluată în 1979, sub egida Uniunii Tineretului Comunist, Consiliului Culturii și Educației Socialiste, Consiliului Național al Femeilor și Uniunii Generale a Sindicatelor din România. Concursul de frumusețe se desfășura cu faze pe întreprinderi, municipii și județe, iar faza finală, la nivel național, era organizată în luna august a fiecărui an, pe scena teatrului de vară al taberei studențești de la Costinești. Prima câștigătoare a competiției „Muncă, frumusețe, tinerețe” a fost Matilda Pascal.
| Anul | „Muncă, frumusețe, tinerețe” | „Muncă, frumusețe, tinerețe” |
| Anul | Nume                         | Fotografie                   |
| ---- | ---------------------------- | ---------------------------- |
| 1979 | Matilda Pascal               |                              |
| 1980 | nu a fost organizat          | nu a fost organizat          |
| 1985 | Angela Rusu                  |                              |
| 1986 | Luminița Postăvaru           |                              |
| 1987 | Luminița Gabriela Mirițescu  |                              |
| 1988 | Gabriela Manole              |                              |
| 1989 | Manuela Husti                |                              |

### Miss România după 1990
| Anul      | Miss România          |
| --------- | --------------------- |
| 1990      | Adela Marian          |
| 1991      | [Dana] Daniela Nane   |
| 1992      | Camelia Gabriela Ilie |
| 1993      | Angelica Nicoară      |
| 1994      | Mihaela Ciolacu       |
| 1994-2007 | nu a fost organizat   |
| 2008      | Diana Budoi           |
| 2009      | Isabella Bulacu       |
| 2010      | Smaranda Alecu        |
| 2011      | Larisa Popa           |
| 2012      | Delia Duca            |
| 2013      | Gabriela Crisu        |
| 2014      | Agata Petronela Toma  |
| 2015      | Natalia Oneț          |
| 2016      | Ioana Filimon         |
| 2017      | Alina Rugină          |
| 2018      | Valeria Vornicescu    |
| 2019      | Bianca Răileanu       |
| 2020      |                       |
| 2021      | nu a fost organizat   |
| 2022      | Daniela Herea         |

### Miss World România
| Anul | Miss România            |
| ---- | ----------------------- |
| 1991 | Daniela Nane            |
| 1992 | Corina Corduneanu       |
| 1993 | Angelica Nicoară        |
| 1994 | Mihaela Ciolacu         |
| 1995 | Monica Grosu            |
| 1996 | Roberta Anastase        |
| 1997 | Diana Maria Urdăreanu   |
| 1998 | Juliana Elena Verdes    |
| 2009 | Elena Bianca Constantin |
| 2010 | Oana Paveluc            |
| 2011 | Larisa Popa             |
| 2012 | Delia Duca              |

| Anul | Miss World România       |                     |
| ---- | ------------------------ | ------------------- |
| 1990 | Mihaela Răescu           |                     |
| 1991 | Gabriela Dragomirescu    |                     |
| 1992 | Camelia Ilie             |                     |
| 1994 | Leona Dalia Voicu        |                     |
| 1995 | Dana Delia Pintilie      |                     |
| 1996 | Carmen Rădoi             |                     |
| 1999 | Nicoleta Luciu           |                     |
| 2000 | Alexandra Cosmoiu        |                     |
| 2001 | Vanda Petre              |                     |
| 2002 | Cleopatra Popescu        |                     |
| 2003 | Patricia Filomena Chifor |                     |
| 2004 | Adina Maria Cotuna       |                     |
| 2005 | Raluca Voina             |                     |
| 2006 | Ioana Valentina Boitor   |                     |
| 2007 | Elena Roxana Azoiței     |                     |
| 2008 | nu a fost organizat      | nu a fost organizat |
| 2009 | Loredana Violeta Salanță |                     |
| 2010 | Lavinia Postolache       |                     |

### Miss Earth România
| Anul | Miss Earth România         |
| ---- | -------------------------- |
| 2005 | Adina Dumitru              |
| 2006 | Nicoleta Motei             |
| 2007 | Alina Gheorghe             |
| 2008 | Ruxandra Popa              |
| 2009 | –                          |
| 2010 | Andreea Capsuc             |
| 2011 | Jihan Shanabli             |
| 2012 | Iulia Monica Dumitrescu    |
| 2013 | Ioana Mihalache            |
| 2014 | Andreea Chiru              |
| 2015 | Anca Neculăiasa-Pavel      |
| 2016 | Crina Stîncă               |
| 2017 | –                          |
| 2018 | Denisse Andor              |
| 2019 | –                          |
| 2020 | –                          |
| 2021 | –                          |
| 2022 | Aura Dosoftei              |
| 2023 | Georgiana Cătălina Popescu |
| 2024 | TBA                        |

### Miss Europe România
| Anul | Miss România          |
| ---- | --------------------- |
| 2001 | Corina Nicoleta Tulan |
| 2002 | Adina Dumitru         |
| 2005 | Andreea Raduna        |
| 2006 | Irina Cucireve        |

### Miss Diaspora
| Anul    | Miss Diaspora         | Țara                       |
| ------- | --------------------- | -------------------------- |
| 2000    | Viktoriya Pintyak     | Regatul Unit               |
| 2001-02 | n-a avut loc          | n-a avut loc               |
| 2003    | Daniela Manolache     | Grecia                     |
| 2004    | Olesea Detiuc         | Republica Moldova          |
| 2005    | Ana Spatari           | Republica Moldova          |
| 2006    | Andreea Elena Ambrosa | Italia                     |
| 2007    | Ana Sophia Marcu      | Statele Unite ale Americii |
| 2008    | Alexandra Tănase      | Canada                     |
| 2009    | Alexandra Maria Tarcu | Canada                     |
| 2010    | Tatiana Răducanu      | Italia                     |

### Miss România, Statele Unite
| Anul | Miss România     |
| ---- | ---------------- |
| 2007 | Ana Sophia Marcu |
| 2008 | Adela Fulea      |